# Langenbrügge
Langenbrügge ist ein Ortsteil der Gemeinde Lüder (Samtgemeinde Aue) und das südlichste Dorf im niedersächsischen Landkreis Uelzen. 

## Geografie und Verkehrsanbindung
Der Ort liegt östlich des Kernortes Lüder und südöstlich von Bad Bodenteich. Die Landesgrenze zu Sachsen-Anhalt verläuft 3 km entfernt östlich.
Südwestlich liegt das Naturschutzgebiet Schweimker Moor und Lüderbruch und nördlich das Naturschutzgebiet Zwergbirkenmoor bei Schafwedel. 
Westlich verläuft der Elbe-Seitenkanal.
Die B 244 verläuft südlich.
Der Ort liegt an der Bahnstrecke Braunschweig–Wieren.

## Söhne und Töchter
- Friedrich Schulze-Langendorf (1886–1970), Politiker (NSDAP), Mittelschullehrer und Autor